# Campeonato Mineiro de Futebol Americano de 2018
O Campeonato Mineiro de Futebol Americano de 2018, oficialmente denominado como Campeonato Mineiro Sesc de Futebol Americano 2018, é a 4ª edição do campeonato estadual de futebol americano de Minas Gerais. O torneio conta com a participação de 10 equipes.

## Fórmula de disputa
O torneio teve a participação de 10 equipes divididas em três grupos, sendo dois com três times e um com quatro. Os dois melhores colocados da primeira fase estão garantidos nas semifinais e o wildcard será disputado pelo 3º x 6º e 4º x 5º. O vencedor do wildcard pior classificado na temporada regular será o adversário do time de melhor classificação, o time melhor classificado a vencer o wildcard enfrentará o segundo colocado.

## Classificação
V = Vitórias, D = Derrotas, E = Empates, PF = Pontos feitos, PS = Pontos sofridos, S = Saldo
Classificados para os playoffs estão marcados em verde.
| Time                     | V | D | E | PF  | PS  | S    |
| ------------------------ | - | - | - | --- | --- | ---- |
| Galo FA                  | 2 | 0 | 0 | 156 | 7   | 149  |
| América Locomotiva       | 2 | 0 | 0 | 112 | 0   | 112  |
| Pouso Alegre Gladiadores | 2 | 0 | 0 | 64  | 13  | 51   |
| Cruzeiro Imperadores[a]  | 1 | 1 | 0 | 67  | 56  | 11   |
| Nova Serrana Forgeds     | 1 | 1 | 0 | 59  | 88  | -29  |
| Uberaba Zebus            | 1 | 1 | 0 | 7   | 43  | -36  |
| Contagem Inconfidentes   | 1 | 1 | 0 | 21  | 78  | -57  |
| Betim Bulldogs           | 0 | 2 | 0 | 24  | 29  | -5   |
| Paraíso Miners           | 0 | 2 | 0 | 6   | 82  | -76  |
| Piratas da Serra         | 0 | 2 | 0 | 6   | 126 | -120 |

## Jogos da temporada regular
| Time da casa             | Pontos              | Time visitante           | Pontos              | Local do jogo                             |                     |                     |                     |
| 11 de março de 2018      | 11 de março de 2018 | 11 de março de 2018      | 11 de março de 2018 | 11 de março de 2018                       | 11 de março de 2018 | 11 de março de 2018 | 11 de março de 2018 |
| ------------------------ | ------------------- | ------------------------ | ------------------- | ----------------------------------------- | ------------------- | ------------------- | ------------------- |
| Paraíso Miners           | 6                   | Uberaba Zebus            | 7                   | Arena Olímpica - São Sebastião do Paraíso |                     |                     |                     |
| 17 de março de 2018      |                     |                          |                     |                                           |                     |                     |                     |
| Galo Futebol Americano   | 82                  | Nova Serra Forgeds       | 7                   | Estádio das Alterosas, Belo Horizonte     |                     |                     |                     |
| 24 de março de 2018      |                     |                          |                     |                                           |                     |                     |                     |
| Betim Bulldogs           | 11                  | Contagem Inconfidentes   | 14                  | Estádio Jurandir Elias, Betim             |                     |                     |                     |
| 1 de abril de 2018       |                     |                          |                     |                                           |                     |                     |                     |
| Uberaba Zebus            | 0                   | América Locomotiva       | 37                  | Uberabão, Uberaba                         |                     |                     |                     |
| 7 de abril de 2018       |                     |                          |                     |                                           |                     |                     |                     |
| Piratas da Serra         | 0                   | Galo Futebol Americano   | 74                  | Estádio das Alterosas, Belo Horizonte     |                     |                     |                     |
| 14 de abril de 2018      |                     |                          |                     |                                           |                     |                     |                     |
| Cruzeiro Imperadores     | 0                   | Pouso Alegre Gladiadores | 49                  | Estádio da UFJF, Juiz de Fora[b]          |                     |                     |                     |
| 28 de março de 2018      |                     |                          |                     |                                           |                     |                     |                     |
| Nova Serrana Forgeds     | 52                  | Piratas da Serra         | 6                   | Campo do Juventus, Nova Serrana           |                     |                     |                     |
| 29 de março de 2018      |                     |                          |                     |                                           |                     |                     |                     |
| América Locomotiva       | 75                  | Paraíso Miners           | 0                   | Estádio das Alterosas, Belo Horizonte     |                     |                     |                     |
| 6 de maio de 2018        |                     |                          |                     |                                           |                     |                     |                     |
| Contagem Inconfidentes   | 7                   | Cruzeiro Imperadores     | 67                  | CSU Amazonas, Contagem                    |                     |                     |                     |
| Pouso Alegre Gladiadores | 15                  | Betim Bulldogs           | 13                  | Estádio Manduzão, Pouso Alegre            |                     |                     |                     |

## Playoffs
|  | Quartas de final | Quartas de final | Quartas de final |  |  | Semifinal | Semifinal          | Semifinal |  |  | Minas Bowl IV | Minas Bowl IV      | Minas Bowl IV |
|  |                  |                  |                  |  |  |           |                    |           |  |  |               |                    |               |
|  |                  |                  |                  |  |  | #1        | Galo FA            | 58        |  |  |               |                    |               |
|  | #3               | Gladiadores      | 6                |  |  |           | Inconfidentes      | 06        |  |  |               |                    |               |
|  | #6               | Inconfidentes    | 12               |  |  |           |                    |           |  |  |               | Galo FA            | 50            |
|  |                  |                  |                  |  |  |           |                    |           |  |  |               | América Locomotiva | 14            |
|  |                  |                  |                  |  |  | #2        | América Locomotiva | 49        |  |  |               |                    |               |
|  | #4               | Forgeds          | 28               |  |  |           | Forgeds            | 00        |  |  |               |                    |               |
|  | #5               | Uberaba Zebus    | 6                |  |  |           |                    |           |  |  |               |                    |               |

### Jogos da Fase Final
| Quartas de Final         |        |        |                        |              |                                       |
| Time da casa             | Pontos | Pontos | Time visitante         | Data do jogo | Local do jogo                         |
| Pouso Alegre Gladiadores | 6      | 12     | Contagem Inconfidentes | 10 de junho  | Estádio Municipal, Careaçu            |
| Nova Serrana Forgeds     | 28     | 6      | Uberaba Zebus          | 10 de junho  | Campo do Juventus, Nova Serrana       |
| Semifinal                |        |        |                        |              |                                       |
| Time da casa             | Pontos | Pontos | Time visitante         | Data do jogo | Local do jogo                         |
| Galo Futebol Americano   | 58     | 6      | Contagem Inconfidentes | 16 de junho  | Estádio das Alterosas, Belo Horizonte |
| América Locomotiva       | 49     | 0      | Nova Serrana Forgeds   | 17 de junho  | Estádio das Alterosas, Belo Horizonte |
| Minas Bowl               |        |        |                        |              |                                       |
| Time da casa             | Pontos | Pontos | Time visitante         | Data do jogo | Local do jogo                         |
| Galo Futebol Americano   | 50     | 14     | América Locomotiva     | 23 de junho  | Estádio das Alterosas, Belo Horizonte |